# K-263 Barnaul
K-263 Barnaul je bila podmornica razreda Ščuka-B Ruske vojne mornarice. Njen gredelj je bil položen 9. maja 1985, splavljena je bila 28. maja 1986, v uporabo pa je bila predana 30. decembra 1987 in postala je del 45. divizije podmornic Tihooceanske flote v Viljučinsku. 13. aprila 1993 je bila poimenovana Delfin, 9. februarja 2002 pa Barnaul.
1. maja 1998 je bila 45. divizija podmornic razpuščena in podmornica je postala del 10. divizije podmornic.
Na morju je bila zadnjič septembra 1997. Leta 2011 je bila upokojena.